# Parton (Cumbria)
Pour les articles homonymes, voir Parton (homonymie).
Parton est un village et une paroisse civile de Cumbria, situé dans le nord-ouest de l'Angleterre. 